# Coenocharis
Coenocharis là một chi bướm đêm thuộc họ Geometridae.